# Torquigener gloerfelti
Torquigener gloerfelti är en fiskart som beskrevs av Hardy 1984. Torquigener gloerfelti ingår i släktet Torquigener och familjen blåsfiskar. Inga underarter finns listade i Catalogue of Life.